# Budva
Budva (crnogor. ćiril. Будва, tal. Budua) je grad i općina na Crnogorskom primorju, Crna Gora.

## Povijest
Budva se smatra jednim od najstarijih naselja na Jadranu. Prema legendi, osnivač Budve bio je Kadmo, sin feničanskog kralja Agenona, vladara Tebe, muža Aresove i Afroditine kćeri Harmonije. U dubokoj starosti supružnici su bili prisiljeni napustiti grad Tebu na volovskoj zaprezi (otud naziv Butoe – volovi), potom su došli u zemlju Ilira i zagospodarili njome. Vjeruje se da se Kadmov i Harmonijin grob nalazi u blizini Epidamna, današnjeg Drača.
Antička Budva datira iz 4. st. pr. Kr. i jedan je od najstarijih gradova na istočnojadranskoj obali. Starorimsko naselje na mjestu Budve (opidum civium Romanorum) jezgra je širenja kršćanstva u budvansko zaleđe među romanizirane Ilire i nadolazeće Slavene. U 6. stoljeću ovdje je dobro ustrojena crkvena struktura s biskupom na čelu. Iz tog doba datira bazilika. Pouzdano se zna da je u Budvi 743. bilo sjedište biskupije. 840. godine podignuta je crkva sv. Marije in Punta, najstariju datiranu crkvu u čast Blažene Djevice Marije na istočnojadranskoj obali.
841. g. Saraceni su s mora napali i razrušili Budvu. Slijedi razdoblje bizantske vlasti, pa pripadanje Duklji. Krajem 12. stoljeća nemanjićka osvajanja dukljanskih krajeva zahvaćaju i Budvu. U tom vremenu Budva je dobila svoj gradski statut i samoupravu.
Sjedinjenjem Zete s Raškom (1185. – 1361.) počinje pravoslavizacija ovih prostora u drugoj polovici XII. stoljeća. Budva je zauzeta na silu. Pravoslavlje je prvo uvedeno u okolicu te poslije u grad Budvu. Zato je 1346. godine papa Klement VI. zatražio od Stjepana Dušana neka vrati katoličkoj Crkvi šest nasilno oduzetih samostana, među njima i samostan sv. Marije Budvanske. Budvanski statut propisivao je da se na blagdan sv. Ivana imperatoru mora platiti 100 perpera i 4 denara. Izvjesno je da se sv. Ivan Krstitelj slavi kao zaštitnik Budve barem od nemanjićkih vremena.
Nakon propasti srpske države Budvom naizmjence vladaju feudalni gospodari Balšići, Crnojevići, Sandalj Hranić, Stevan Lazarević, Đurađ Branković.
Iz predmletačkih vremena datira grb i zastava grada sa sv. Ivanom Krstiteljem. 1442. godine zauzela ju je Mletačka Republika pod čijom je vlašću ostala sve do njene propasti 1797. godine. Na osnovu izvještaja mletačkog sindika
Đustinijanija iz 1553. godine doznajemo da su Budvani pripadali pravoslavnoj crkvi, a da su zaslugom barskog nadbiskupa 1521. godine prešli na katoličanstvo. Dva se događaja ističu tog vremena mletačke vladavine: veliko stradanje od Turaka 1571. i veliki potres 1667. godine. 
Budvanskoj je vlasteli pripadao je do 1610. godine otok sv. Nikole (Školj). Tad je postao vlasnost katoličke crkve sv. Ivana Krstitelja. 
Još u 18. stoljeću u Budvi i okolici bilo je šesnaest katoličkih crkava. Malobrojnost pravoslavnih vjernika ističe se u činjenici da je zetski mitropolit u 15. st., kad je u Budvi bio čuvar gradske tvrđave, dohodak dobivao od srednjovjekovne budvanske komune, jer nije mogao biti uzdržavan od vlastite pastve koja je u gradu i bližoj okolici bila malobrojna. 1802. godine otok sv. Nikole je Crkva sv. Ivana Krstitelja prodala seljacima općine Paštrovske, najviše selu Bečićima, a u vlasnosti je zadržala onoliko koliko je ograđeno zidom.
Padom Mletaka Budvom vlada Austrija sve do 1806. godine. Slijedi rusko-crnogorska uprava 1806./07. Napoleonove snage dolaze u Budvu kroz hrvatske krajeve i sve do 1813. Budva je pod francuskom vlašću. Sljedećih 100 godina Budvom su vladali Habsburzi. Početna desetljeća obilježila su Budvansku sudbinu teškim životom. Kao i Kraljevina Dalmacija kojoj je pripadala, bila je gospodarski zaboravljeni kraj. Kao i cijela južna Dalmacija, trpila je učestale upade pljačkaša iz Crne Gore u kojoj knez nikako nije mogao uspostaviti čvrstu vlast. Mnogi stanovnici iselili su u Ameriku, Rusiju i Tursku. 
Do 1820. katolički Budvani pokapali su mrtve ispred samostanske crkve Santa Marija in Punta, što je Austrija 1820. zabranila. Nakon toag pokapaju mrtve na otoku Svetog Nikole, kojeg Budvani zovu Školj.
1828. godine ukinuta je Budvanska biskupija, čiji je teritorij 1830. pripojen Kotorskoj biskupiji.
Tek uz posredovanje budvanskog kanonika don Antona Kojovića u 19. stoljeću sagrađena je prva pravoslavna crkva. To je crkva sv. Trojice. Podignuta je na zemljištu benediktinske opatije.
U prvom svjetskom ratu Budva je u Austro-Ugarskoj monarhiji. Većina Budvana su bili prosrpski orijentirani pa se na strani savezničke – crnogorsko-srpske vojske borilo više od tisuću boraca iz ovoga kraja.  U Budvu su savezničke snage ušle 8. studenoga 1918. U Kraljevini SHS bila je dijelom Zetske banovine. U međuratnom razdoblju budi se turizam koji polako preuzima ulogu glavne gospodarske grane. Izgradnja ceste prema Cetinju 1931. povezala je Budvu sa zaleđem. U Drugom svjetskom ratu Budva je pripala Italiji. Talijanske snage okupirale su ju 17. travnja 1941., a nakon pada Italije, u nju je ušla Njemačka rujna 1943. Budvanski je kraj dao svoj prinos borbi protiv okupatora, mnogo boraca u NOV vuklo je svoje korijene iz budvanskog kraja, od kojih je više od dvjesta poginulo. Oslobođenje od njemačkih okupatora dočekato je 22. studenoga 1944. kad su u Budvu ušli pripadnici Prve Bokeške brigada NOR-a.
U Titovoj Jugoslaviji bila je dio Crne Gore. U vrijeme crnogorskog napada na Hrvatsku u Dubrovačkoj operaciji, jedinice teritorijalne obrane iz Budve bile su pod zapovjedništvom viceadmirala Jokića. Nažalost u ovom sramotnom pohodu, Odjeljenju za narodnu odbranu u Budvi javilo se preko 260 dobrovoljaca. U Budvi, Tivtu i Baru završila su brojna privatna plovila koja su opljačkana sa sidrišta i marine Rijeke Dubrovačke.

## Turizam
Kao turističko odredište ovaj grad je poznat odavno – prvi turisti ovdje su stigli još 1923. godine, a danas Budvu često nazivaju i "metropolom turizma" jer je najposjećenija destinacija u Crnoj Gori i jedna od najposjećenijih na Jadranu.
Među panoramom budvanske rivijere izdvajaju se:
- Sveti Stefan
- Miločer i
- Petrovac

## Šport
- FK Mogren Budva
- VK Budva

## Mediji
- Radio Televizija Budva[8]

## Kulturna i povijesna baština
U Budvi su tvrđave Citadela, Kastelo, Kosmač na Brajićima i Mogren. Samostani (manastiri) u Budvi i okolici su: Podostrog, 2 km od Budve, Praskvica, iznad miločerske plaže, Reževići iznad uvale Perazićeva Dola, Duljevo, sjeveroistočno od Miločera, Podlastva, na sjeverozapadnom rubu budvanske općine, Gradište, na omanjem uzvišenju iznad magistralnog puta prema Baru i Stanjevići, u pitomom prisoju iznad Budve, u središtu jos četiri općine, nekadašnje Donje Zete (Maina, Pobora, Brajića i Grblja). Podostrog i Stanjevići bili su u vlasništvu Cetinjskog manastira. Crkve su Sv. Trojice, Sv. Save Osvećenog, sv. Petke, katolička crkva Sv. Ivana Krstitelja, zaštitnika Budve iz 1200., kraj sjedišta biskupije, benediktinski samostan i crkva Santa Maria in Punta, ostatci ranokršćanske bazilike iz 5. stoljeća i crkva Svete Marije u Citadeli (Budva), Bogorodičina crkva u Podostrogu, sv. Save i sv. Nikole (manastir Gradište), sv. Nikole i sv. Trojice (samostan Praskvica), crkve u manastiru Reževići (sv. Uspenja), crkva sv. Tome (Bečići), Sv. Ilije (Petrovac), Sv. Nedjelje (otok Katič ispred Petrovca), Sv. Nikola (otok sv. Nikole), Sv. Krsta (Novoselje), Sv. Stefan, Sv. Preobraženja i Sv. Aleksandra Nevskog (Sv. Stefan).
U benediktinskom samostanu Sv. Marije in Punta polovicom 9. stoljeća osnovana je prva škola u Budvi. Prvo športsko društvo 1910., a prvo turističko 1922. godine.

## Stanovništvo
Po posljednjem službenom popisu stanovništva iz 2011. godine, općina Budva imala je 15.909 stanovnika, raspoređenih u 33 naseljena mjesta.
Nacionalni sastav:
- Crnogorci – 9262 (48,73 %)
- Srbi – 7247 (38,13 %)
- Hrvati – 167 (0,88 %)
- nacionalno neopredijeljeni – 1116 (5,87 %)
- ostali – 1216 (6,40 %)

Vjerski sastav (po popisu 2003.):
- pravoslavci – 14.142 (88,89 %)
- katolici – 423 (2,65 %)
- ostali – 394 (2,47 %)
- neopredijeljeni – 553 (3,47 %)
- ne vjeruju – 267 (1,67 %)
- nepoznato – 130 (0,85 %)

## Naseljena mjesta
Bečići, 
Blizikuće, 
Boreti, 
Brajići, 
Brda, 
Budva, 
Buljarica, 
Čami Do, 
Čelobrdo, 
Čučuke, 
Drobnići, 
Đenaši, 
Ilino Brdo, 
Kaluderac, 
Katun Reževići,
Krstac, 
Kuljače, 
Lapčići, 
Markovići,  
Novoselje, 
Petrovac na Moru, 
Pobori, 
Podbabac,
Podostrog, 
Prijevor, 
Pržno, 
Rađenovići, 
Rijeka Reževići, 
Sveti Stefan, 
Stanišići, 
Tudorovići, 
Viti Do, 
Zukovica,

## Nacionalni sastav po naseljenim mjestima, 2003.
Apsolutna etnička većina:
██ Srbi
██ Crnogorci
Relativna etnička većina:
██ Srbi
██ Crnogorci
| Nacionalni sastav stanovništva općine Budva, po naseljenim mjestima, prema popisu iz 2003. |        |                |                |              |                 |              |
| naseljeno mjesto                                                                           | ukupno | Crnogorci      | Srbi           | Hrvati       | neopredijeljeni | ostali       |
| Bečići                                                                                     | 771    | 264            | 405            | 12           | 51              | 39           |
| Blizikuće                                                                                  | 0      |                |                |              |                 |              |
| Boreti                                                                                     | 231    | 139            | 73             | 2            | 14              | 3            |
| Brajići                                                                                    | 30     | 13             | 16             |              | 1               |              |
| Brda                                                                                       | 0      |                |                |              |                 |              |
| Budva                                                                                      | 10.918 | 5260           | 4177           | 134          | 784             | 563          |
| Buljarica                                                                                  | 160    | 113            | 40             |              | 1               | 6            |
| Drobnići                                                                                   | 22     | 4              | 16             |              |                 | 2            |
| Viti Do                                                                                    | 197    | 41             | 121            |              | 31              | 4            |
| Čami Do                                                                                    | 9      | 9              |                |              |                 |              |
| Čelobrdo                                                                                   | 5      |                | 3              |              | 1               | 1            |
| Čučuke                                                                                     | 0      |                |                |              |                 |              |
| Đenaši                                                                                     | 3      |                | 3              |              |                 |              |
| Ilino Brdo                                                                                 | 0      |                |                |              |                 |              |
| Kaluderac                                                                                  | 247    | 109            | 98             |              | 24              | 16           |
| Katun Reževići                                                                             | 45     | 19             | 24             |              |                 | 2            |
| Krstac                                                                                     | 18     | 13             | 3              |              |                 | 2            |
| Kuljače                                                                                    | 13     |                | 12             |              |                 | 1            |
| Lapčići                                                                                    | 35     | 12             | 17             |              |                 |              |
| Markovići                                                                                  | 94     | 33             | 24             | 1            |                 | 36           |
| Novoselje                                                                                  | 1      |                | 1              |              |                 |              |
| Petrovac na Moru                                                                           | 1485   | 624            | 633            | 17           | 113             | 88           |
| Pobori                                                                                     | 29     | 22             | 6              |              | 1               |              |
| Podbabac                                                                                   | 4      | 2              |                |              |                 | 2            |
| Podostrog                                                                                  | 364    | 152            | 167            | 1            | 27              | 17           |
| Pržno                                                                                      | 310    | 109            | 155            |              | 24              | 22           |
| Prijevor                                                                                   | 449    | 139            | 234            | 4            | 23              | 49           |
| Rađenovići                                                                                 | 0      |                |                |              |                 |              |
| Rijeka Reževići                                                                            | 41     | 20             | 9              |              | 8               | 4            |
| Sveti Stefan                                                                               | 411    | 109            | 256            | 11           |                 | 29           |
| Stanišići                                                                                  | 5      | 2              | 2              |              |                 | 1            |
| Tudorovići                                                                                 | 4      |                | 4              |              |                 |              |
| Zukovica                                                                                   | 8      | 3              | 3              |              |                 | 2            |
| ukupno                                                                                     | 15.909 | 7211 (45,32 %) | 6502 (40,86 %) | 178 (1,11 %) | 1116 (7,01 %)   | 902 (5,70 %) |

## Jezici
- srpski – 11.815 (74,26 %)
- crnogorski – 3042 (19,12 %)
- hrvatski – 86 (0,54 %)
- ostali i nepoznato – 966 (6,08 %)

## Znameniti
Znameniti Budvani:
- Ružica Balšić, posljednja upraviteljica Kanine i Valone, tada u Valonskoj kneževini
- Antun Bečić, pjesnik, biskup
- Dominik Bubić, doktor teologije i prava, kanonik i misionar mjesne crkve u Budvi[16]
- Dominik Bubić, guvernadur budvanskog zaleđa, pukovnik i nadintendant Maina, Pobora i Brajića, diplomat[16]
- Marko Antun Bubić, mletački general[17]
- Stjepan Bubić, zapovjednik mletačke galije[16]
- Anastas Bocarić, slikar
- Špiro Bocarić, slikar
- Luka Đorđević, crnogorski nogometaš, reprezentativac[18]
- Alfred von Fries-Skene, pravnik, upravni službenik, visoki državni dužnosnik[19]
- Marko Gregović, slikar, rođen u Petrovcu, organizator prve samostalne izložbu slika u Crnoj Gori
- Jovan Ivanović, slikar[20]
- Kristofor Ivanović (Krsto), hrv. pjesnik[21]
- Mato Janković, hrv. geodet
- Antun Kojović, hrv. pjesnik, pisac i kroničar grada Budve, pisac "budvanskih anala"[22][23]
- Niko Ljubanović[21]
- Miroslav Luketić, crnogorski povjesničar i publicist[3]
- Stevan Luketić, hrv. i cg. kipar[24]
- Marko Medin, vlasnik rudnika srebra i zlata u Nevadi, prvi Slaven koji je došao u Nevadu, Ktitor je katoličke crkve na groblju u Budvi[24]
- Tomo Medin, pustolov i hrv. književnik[24]
- Kirilo Mitrović, episkop Zahumsko-raški i episkop Bokokotorsko-dubrovačke eparhije[24]
- Stjepan Mitrov Ljubiša, književnik i političar
- Georgi Rafailović, protojerej, propovjednik, izdavač, sudionik Krivošijskog ustanka, pradjed bugarskog diplomata Stefana Tafrova i bugarskog pisca Juliana Popova
- Bogoboj Rucović, srp. glumac[24]
- Nikola Sjekloća,cg. boksač, internacionalni šampion u WBC verziji u supersrednjoj kategoriji
- Slobodan Slovinić, cg. slikar i likovni kritičar[25]
- Stefan (Šćepan) Štiljanović, paštrovski knez i srpski despot
- Ilija Tadić, paraolimpijac[26]
- Antun Zanović,[27][28]
- Miroslav Zanović, hrvatski političar i književnik, mlađi brat Stjepana Zanovića[29][30]
- Primislav Zanović, pustolov, brat Stjepana i Miroslava[31]
- Stjepan Zanović, čuveni pustolov, hrv. pisac[22]
- Anton Schönfeld, general topništva austrijske vojske, počasni građanin Budve
- Crnogorski nogometni reprezentativci Marko Bakić, Luka Đorđević i Vladimir Vujović.
- U Budvi su umrli Ita Rina i Danilo Petrović Njegoš.

## Vanjske poveznice
- Službena stranica (crnogorski)